# James Wilson (football, 1989)
Pour les articles homonymes, voir James Wilson et Wilson.
James Steven Wilson, né le 26 février 1989 à Chepstow dans le Monmouthshire (Pays de Galles), est un footballeur gallois. Il joue au poste de défenseur avec les Bristol Rovers.

## Biographie
Le 31 janvier 2014, il rejoint Oldham Athletic.
Le 5 juillet 2016, il rejoint Sheffield United.
Le 17 juillet 2017, il est prêté à Walsall.
Le 2 août 2019, il rejoint Ipswich Town.
Le 23 juin 2023, il rejoint Bristol Rovers.

## Palmarès

### En club
Brentford FC
- EFL League Two (1)
  - Champion en 2009

 Sheffield United
- EFL League One (1)
  - Champion en 2017

 Lincoln City
- EFL League Two (1)
  - Champion en 2019

 Plymouth Argyle
- Football League One
  - Champion en 2022-23
- EFL Trophy
  - Finaliste en 2023

## Statistiques détaillées
| Saison                | Club                  | Championnat           | Championnat | Championnat | Coupe(s) nationale(s) | Coupe(s) nationale(s) | Total | Total |
| Saison                | Club                  | Division              | M.          | B.          | M.                    | B.                    | M.    | B.    |
| 2008-2009             | Brentford             | League Two            | 2           | 0           | 1                     | 0                     | 3     | 0     |
| 2008-2009             | Bristol City          | Championship          | 0           | 0           | 1                     | 1                     | 1     | 1     |
| 2008-2009             | Brentford             | League Two            | 12          | 0           | 1                     | 0                     | 13    | 0     |
| 2008-2009             | Bristol City          | Championship          | 2           | 0           | 0                     | 0                     | 2     | 0     |
| Sous-total            | Sous-total            | Sous-total            | 16          | 0           | 3                     | 1                     | 19    | 1     |
| 2009-2010             | Brentford             | League One            | 13          | 0           | 1                     | 0                     | 14    | 0     |
| 2010-2011             | Bristol City          | Championship          | 2           | 0           | 0                     | 0                     | 2     | 0     |
| 2011-2012             | Bristol City          | Championship          | 21          | 0           | 2                     | 0                     | 23    | 0     |
| 2012-2013             | Bristol City          | Championship          | 5           | 0           | 1                     | 0                     | 6     | 0     |
| Total sur la carrière | Total sur la carrière | Total sur la carrière | 57          | 0           | 7                     | 1                     | 64    | 1     |